# Rio Bonţeşti
O Rio Bonţeşti é um rio da Romênia afluente do Rio Dilcov, localizado no distrito de Vrancea.